# ムハンマド・アブデルアズィーズ
ムハンマド・アブデルアズィーズ（アラビア語: محمد عبد العزيز muḥammad ʿabd al-ʿazīz, スペイン語: Mohamed Abdelaziz、1947年8月17日 - 2016年5月31日）は西サハラの亡命政権であるサハラ・アラブ民主共和国の政治家。ポリサリオ戦線書記長。1976年より同国革命指導評議会議長、1982年より没するまで大統領（元首として第2代）を務めた。

## 経歴
1947年8月17日、モロッコのマラケシュで生まれる。その後、西サハラ・モーリタニア・南部モロッコなどに移り住む。父親は王立サハラ問題諮問評議会メンバー。
1970年代にモロッコの大学に通い、1973年に西サハラ住民により結成されたポリサリオ戦線に加わる。1976年8月30日にサハラ・アラブ民主共和国の革命指導評議会議長（元首格）となる。その後、同国の憲法草案者となり、憲法を初施行した。1982年より役職名が大統領に変更された。
アブデルアズィーズはアルジェリアのティンドゥフの難民キャンプにサハラ・アラブ民主共和国政府の本部を置き、そこで政治活動を取り仕切った。闘病生活の末に大統領在任中のまま、2016年5月31日に68歳で死去。

## 政策
アブデルアズィーズがサハラ・アラブ民主共和国元首に就任以後、国家第一に政策を推し進めていた。また、サハラ・アラブ民主共和国の社会体制を自由民主主義に転換し、従来のアラブ諸国の社会体制から大きく転換している。これにより、アメリカ合衆国やヨーロッパ連合からの評価は、比較的高い。また、モロッコ側と協議するなど、西サハラ問題に積極的に取り組んだ。